# 美麗華廣場

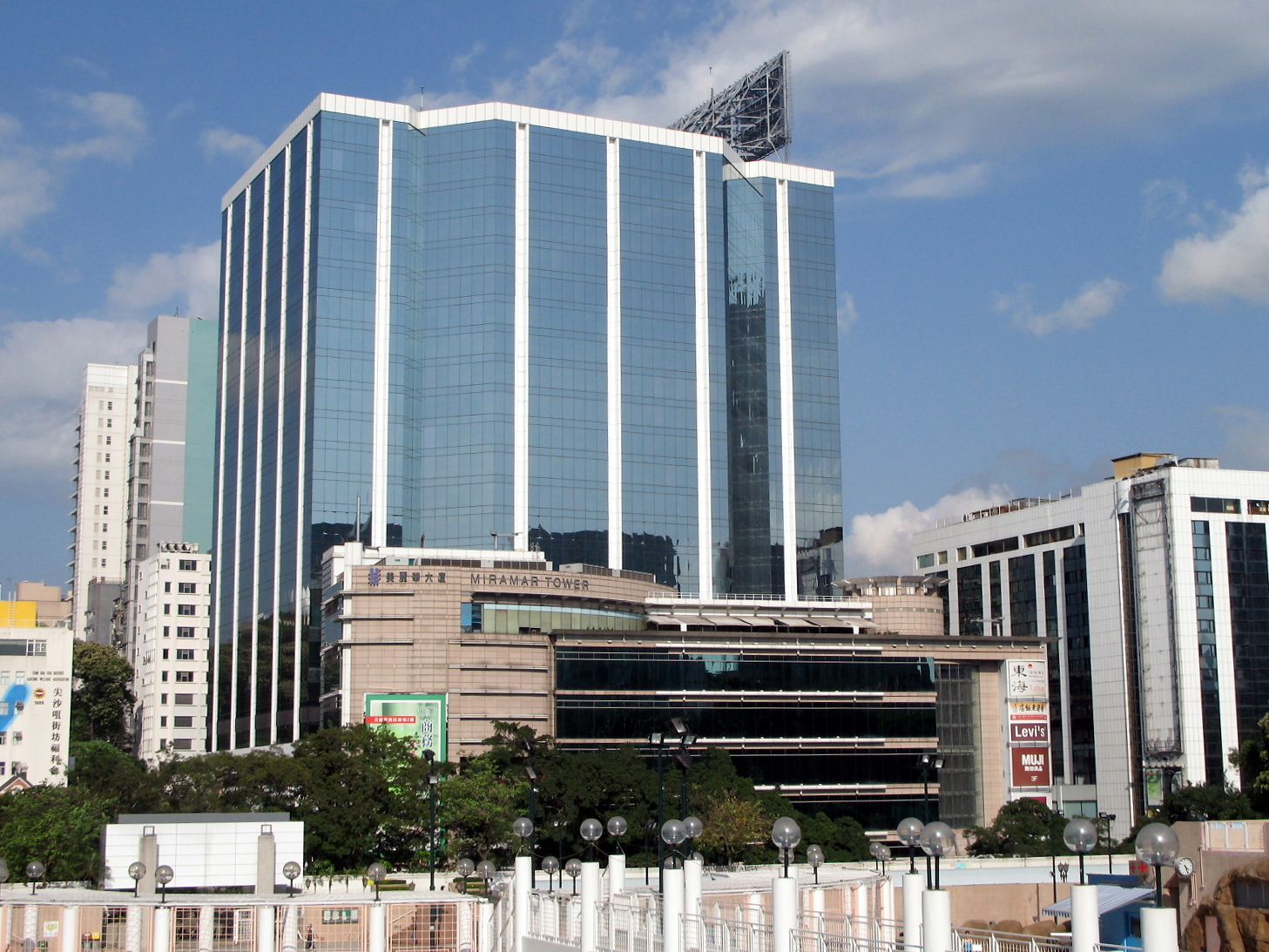
美麗華廣場外觀（下方較矮），後方較高為美麗華廣場A座

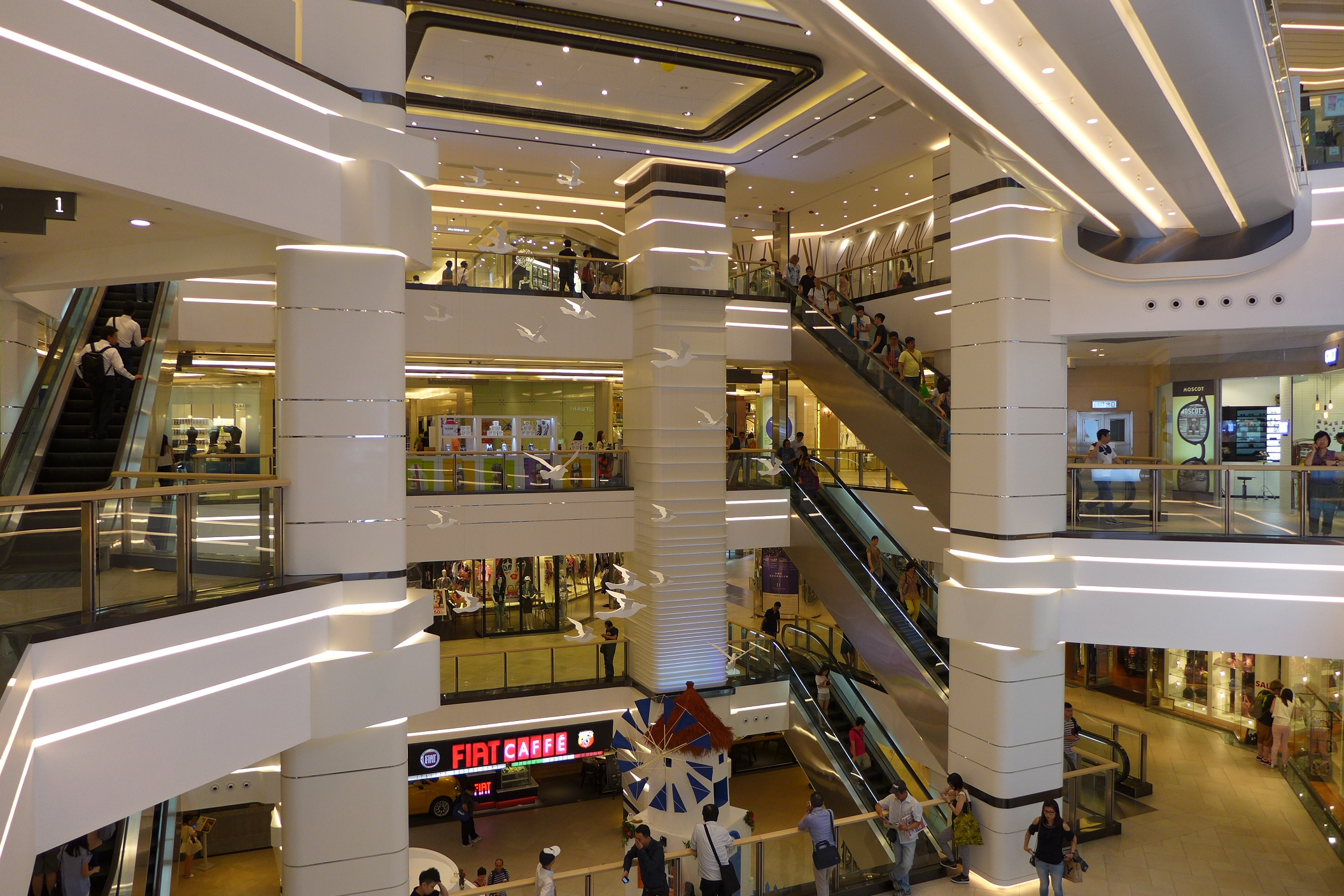
2014年翻新後的美麗華廣場一期中庭

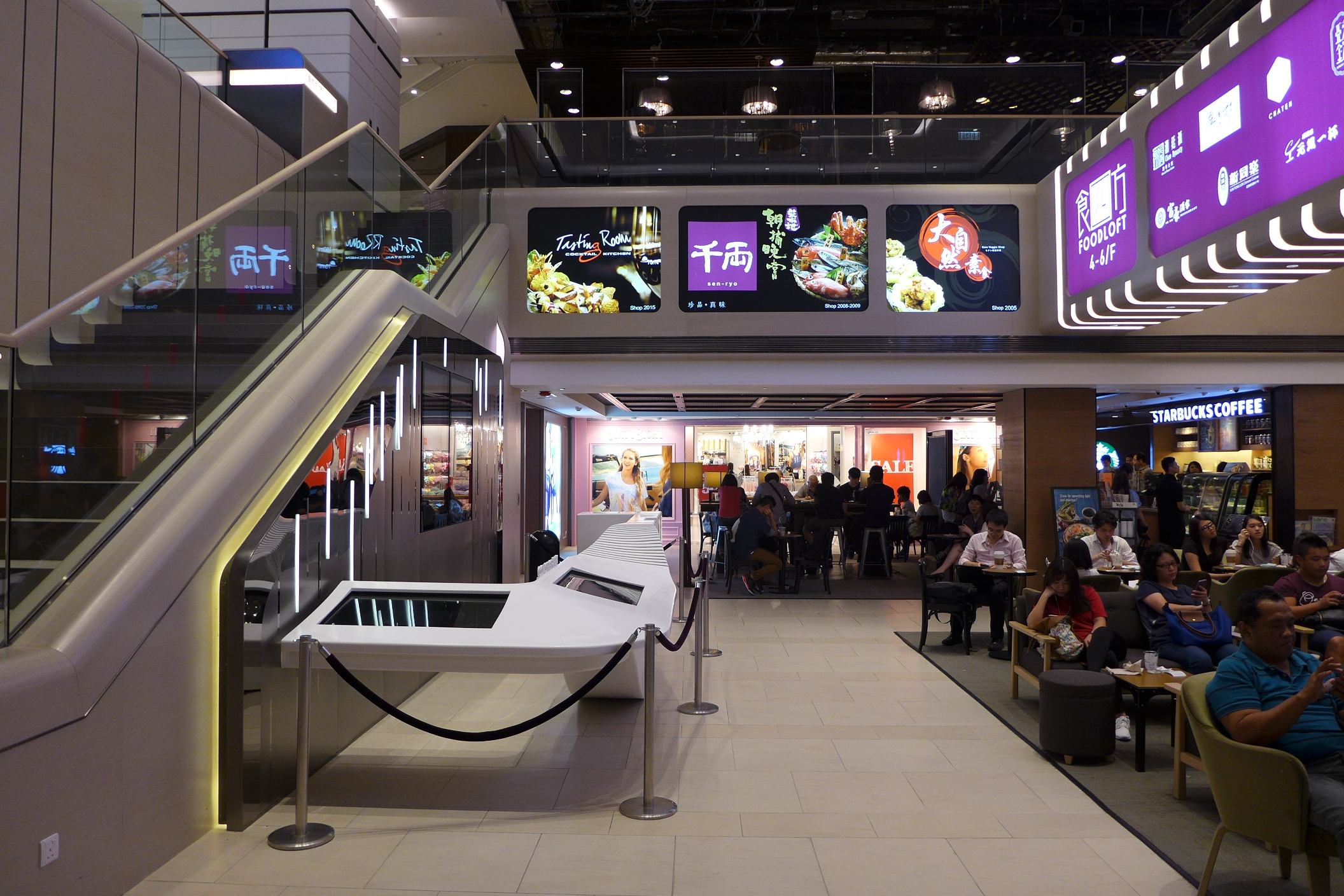
2014年翻新後的諾士佛階，商鋪組合以食肆為主

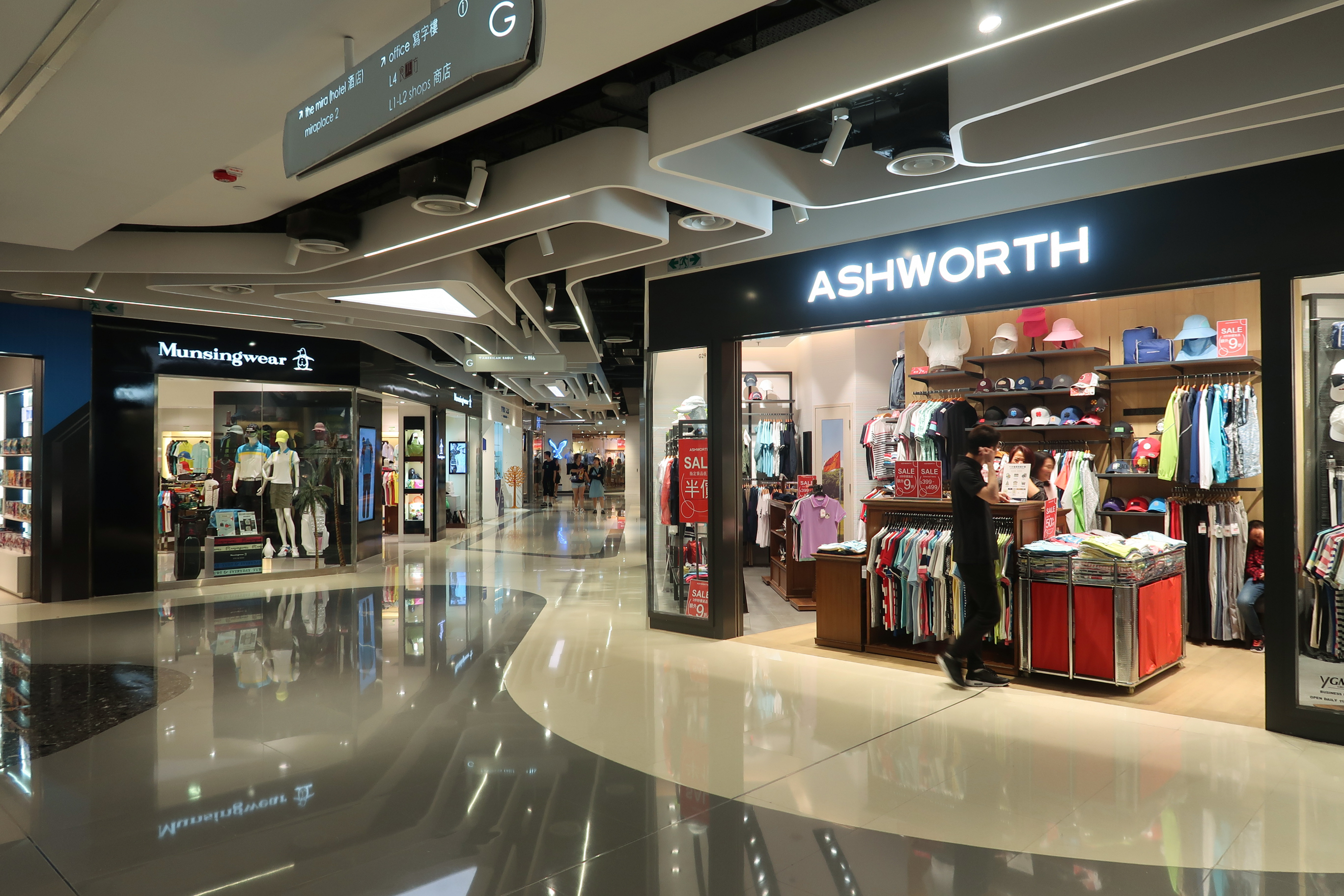
美麗華廣場一期地下

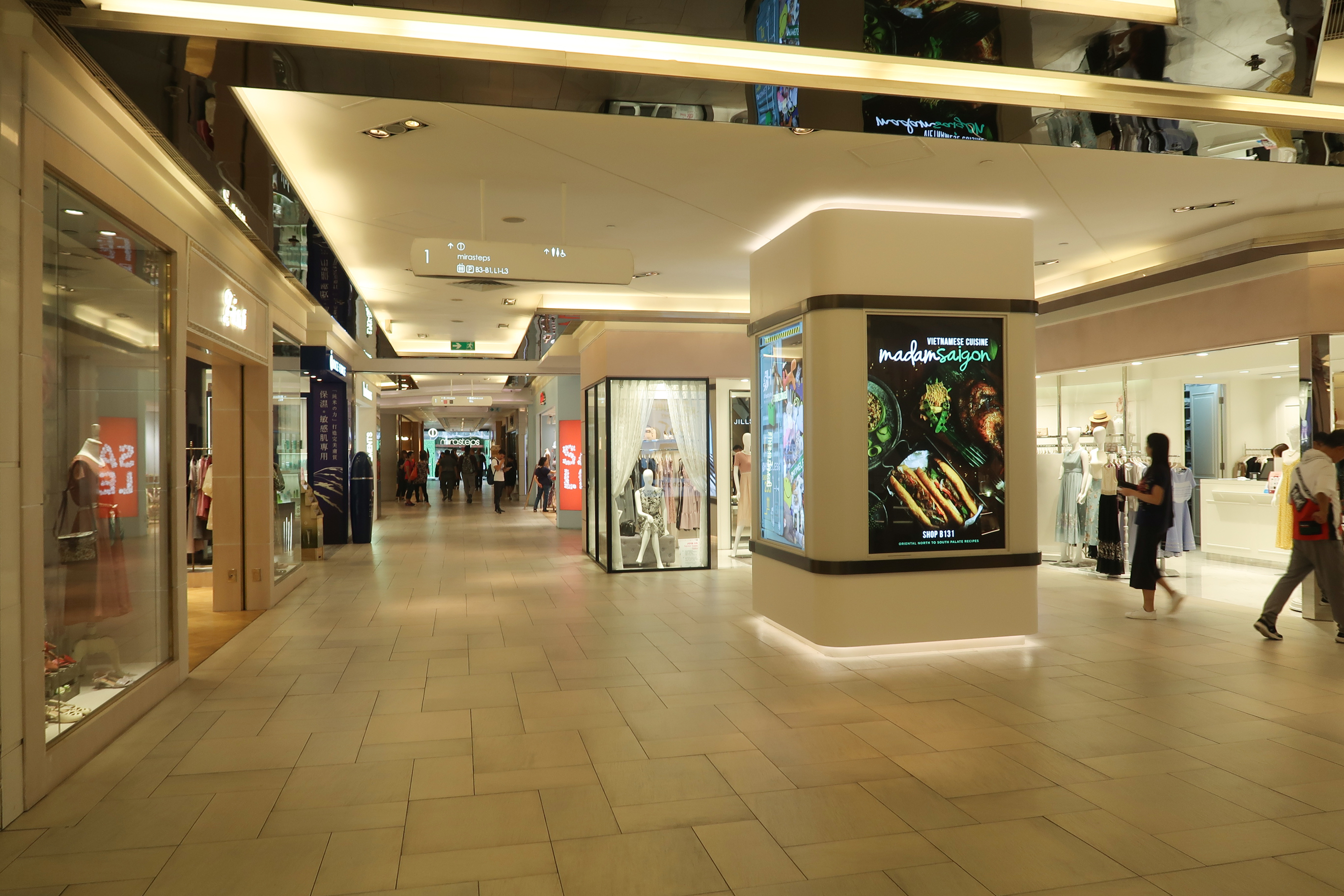
美麗華廣場一期1樓

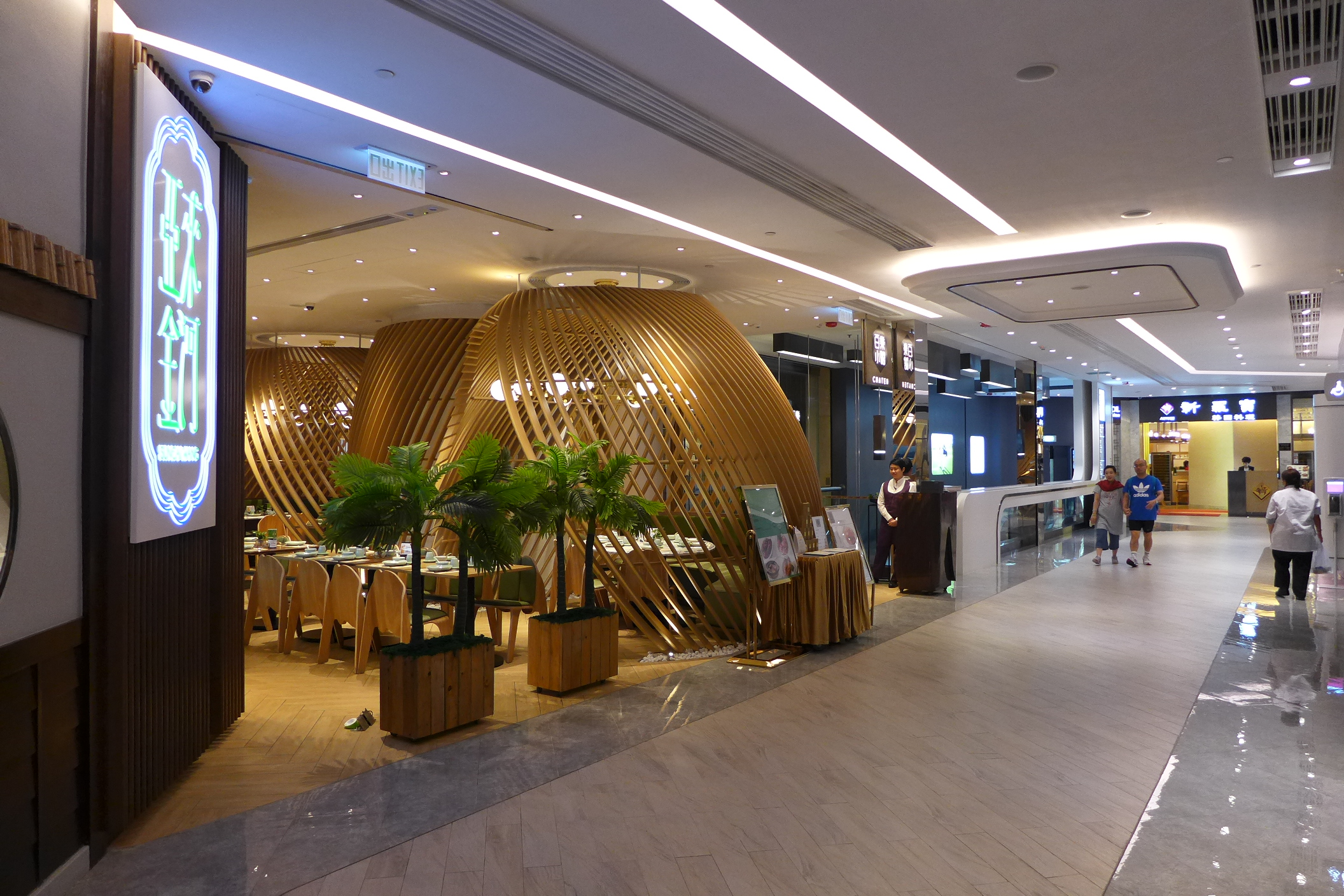
美麗華廣場一期4樓「食四方FoodLoft」

美麗華廣場（英語：Mira Place）前稱栢麗廣塲，美麗華商場，位於香港九龍尖沙咀彌敦道118-130及132號，樓高8層，佔地54萬平方呎。上蓋的美麗華廣場A座是樓高18層的寫字樓，每層佔地39,152平方呎。項目由恒基兆業地產發展，於1996年落成，商場部份範圍分別於2008年、2014年至2016年和2019至2020年進行翻新。2017年6月由美麗華商場改名為美麗華廣場，英文名亦同時變更。

## 歷史
美麗華廣場前身為美麗華酒店三座舊酒店大樓，於1988年拆卸，1996年重建後成為今日的美麗華商場及上蓋的美麗華大廈。
2017年6月2日，美麗華商場及miramall連同美麗華大廈及The Mira Hong Kong正式整合，並改名為Mira Place美麗華廣場。

## miraplace 1 美麗華廣場一期
一期商場部份樓高8層，地庫高層早年為Todai自助餐廳，於2010年結業後分拆為多間商店。包括caffѐ HABITŪ the table、FIAT CAFFÉ、Nail Nail、本間高爾夫及商務印書館等。該處設通道往美麗華酒店the mira。
地面層為高級名店專層，包括FURLA、NIKE KICKS LOUNGE、ECCO、Folli Follie及Viviene Westwood等。到2019年，部分範圍進行翻新工程。其後近American Eagle範圍的商店亦重新規劃，擴大通道空間設3間專櫃，工程在2020年完成。
一樓為多種類型商店，包括Her Own Words、CK Underwear、Cath Kidston及GU等。到2020年6IXTY8IGHT結業後，該範圍重新規劃，開設Turning Point by Coffee ART、春水堂、Out of Colours和日本吉卜力工作室官方紀念品專賣店Donguri Republic。
二樓為年青時裝為主，該層亦設Tiny 微影及全港首間UNIQLO分店，二樓亦有通道往諾士佛臺。
三樓主要租戶為無印良品，The Chop House及Prost by King Ludwig等，食肆包括中村藤吉香港店，其餘部份為恒基兆業地產集團展銷中心及停車場。
四樓至六樓為食肆，包括鼎泰豐、新同樂、新羅寶、富豪酒家、百樂小館、元氣一杯、翠亨邨等。

### 翻新工程
前稱美麗華商場的美麗華廣場一期，於2012年年尾起逐步翻新，翻新初期起跟隨剛開業的新酒店商場更名為miramall二期。工程於2017年完成，同時更名為現稱Mira Place 1 美麗華廣場一期。工程斥資逾3億元展開優化計劃，包括提升目前商場設施，連同優化食肆部分諾士佛階。其中商場4至6樓佔地超過8萬呎樓面於2015年1月翻新後命為「食四方FoodLoft」，雲集各方星級食府，包括新同樂、富豪酒家、新羅寶、翠亨邨。唯所有食肆外不設座位等候區供食客等候。

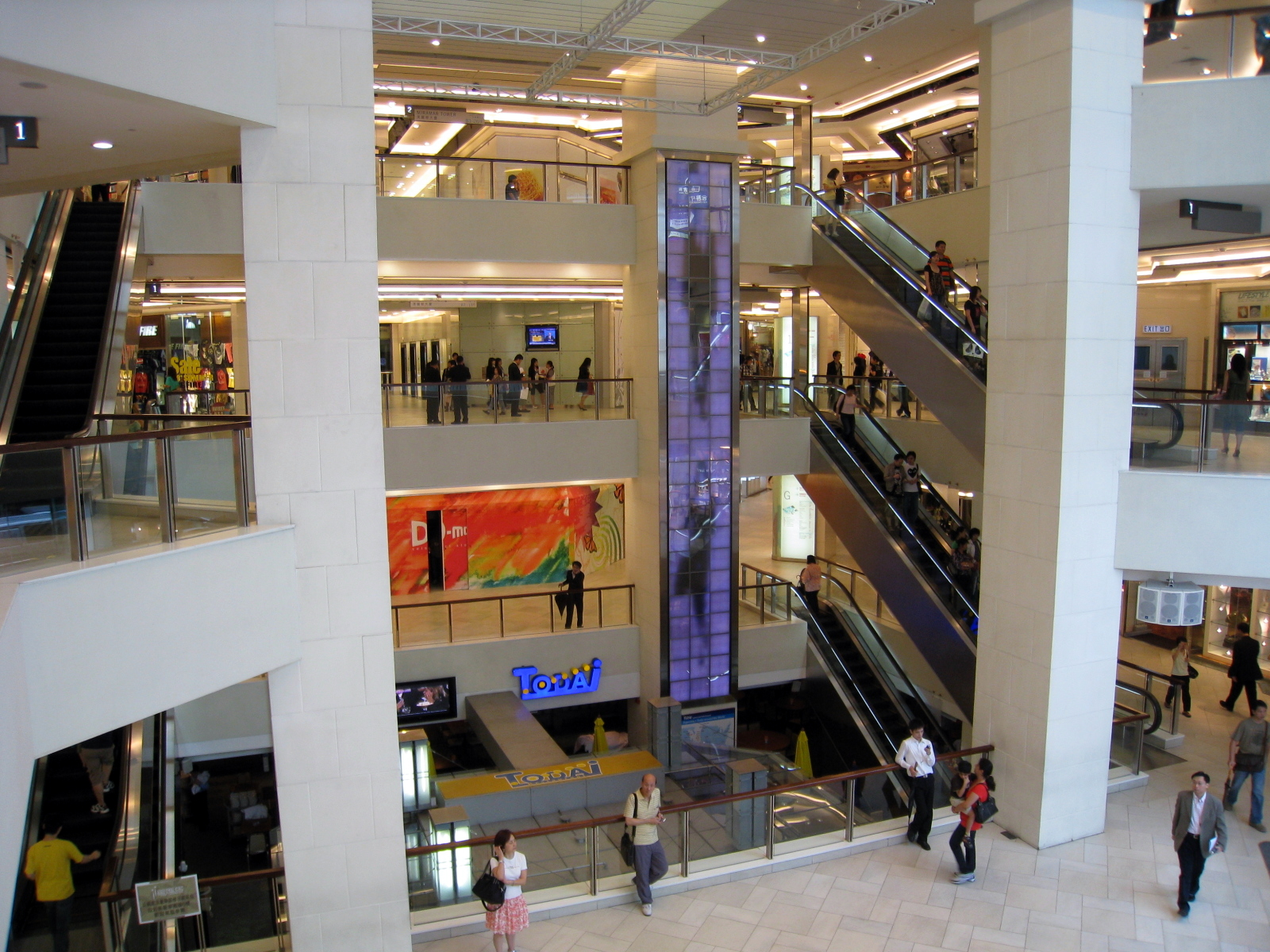
翻新前的美麗華商場中庭，現美麗華廣場一期（2008年）
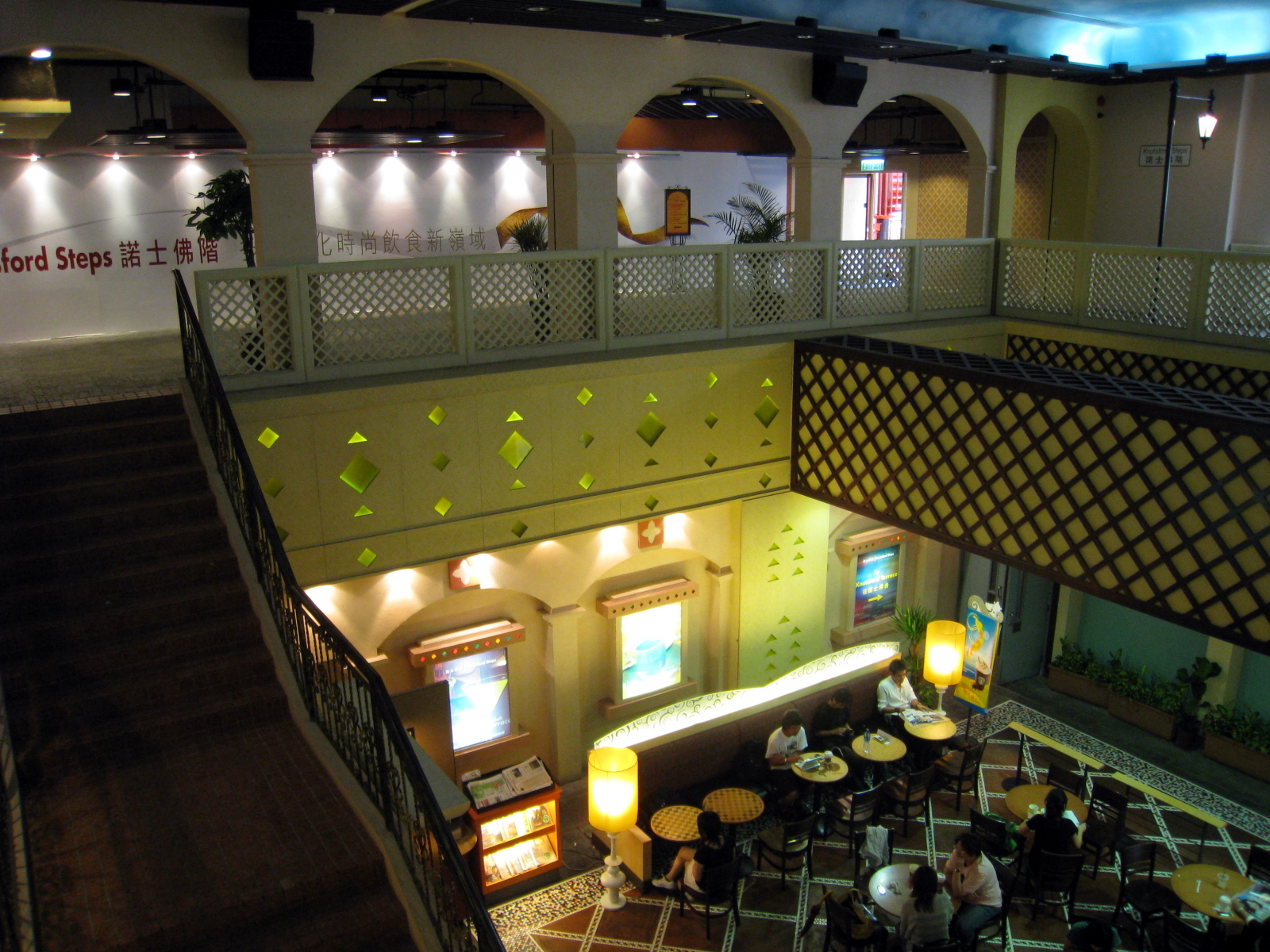
翻新前的食肆部分諾士佛階（2008年）
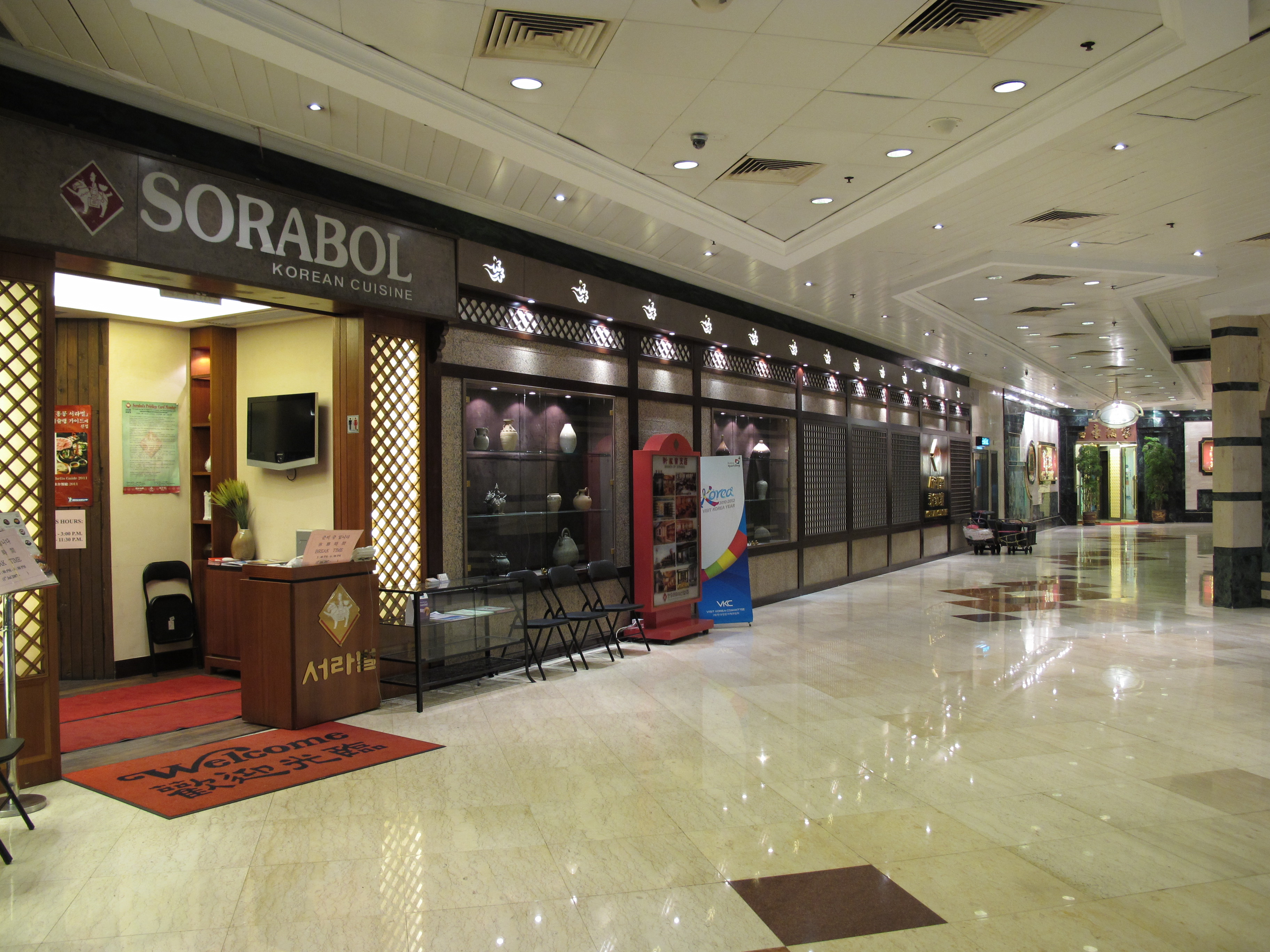
翻新前的4樓（2011年）
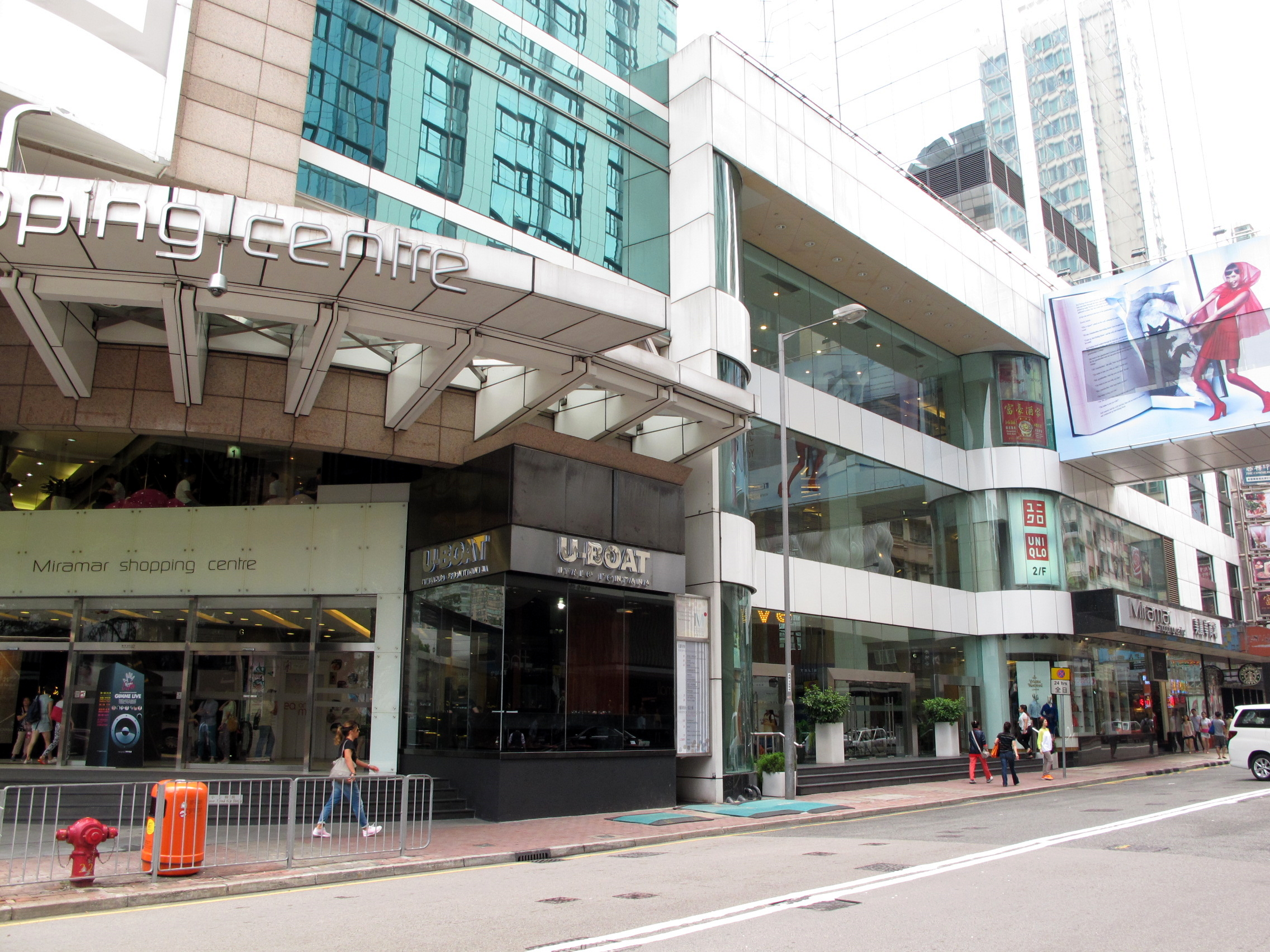
翻新前的正門（2013年）
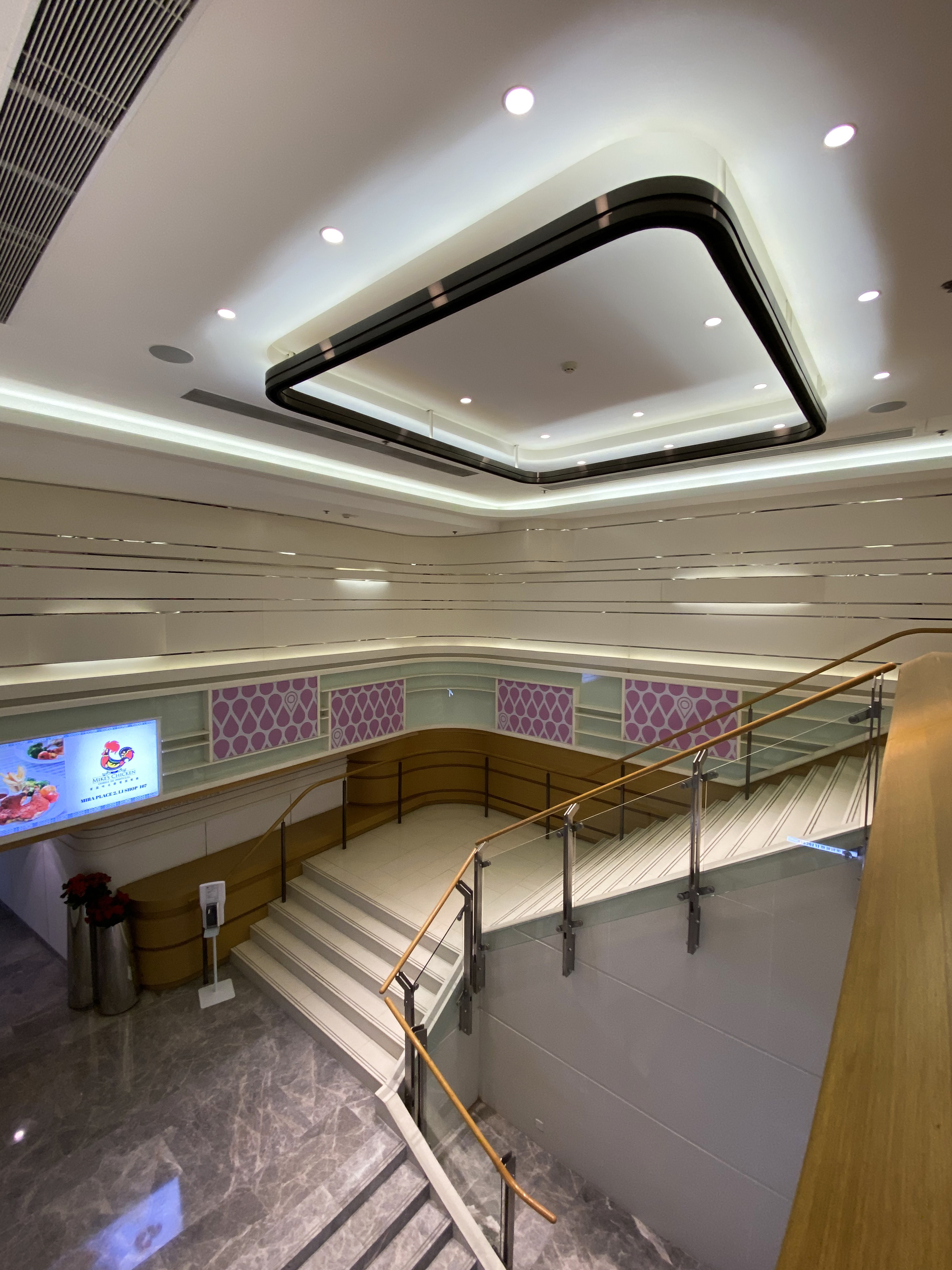
一期B1層樓梯往B2停車場和酒店（2014年）
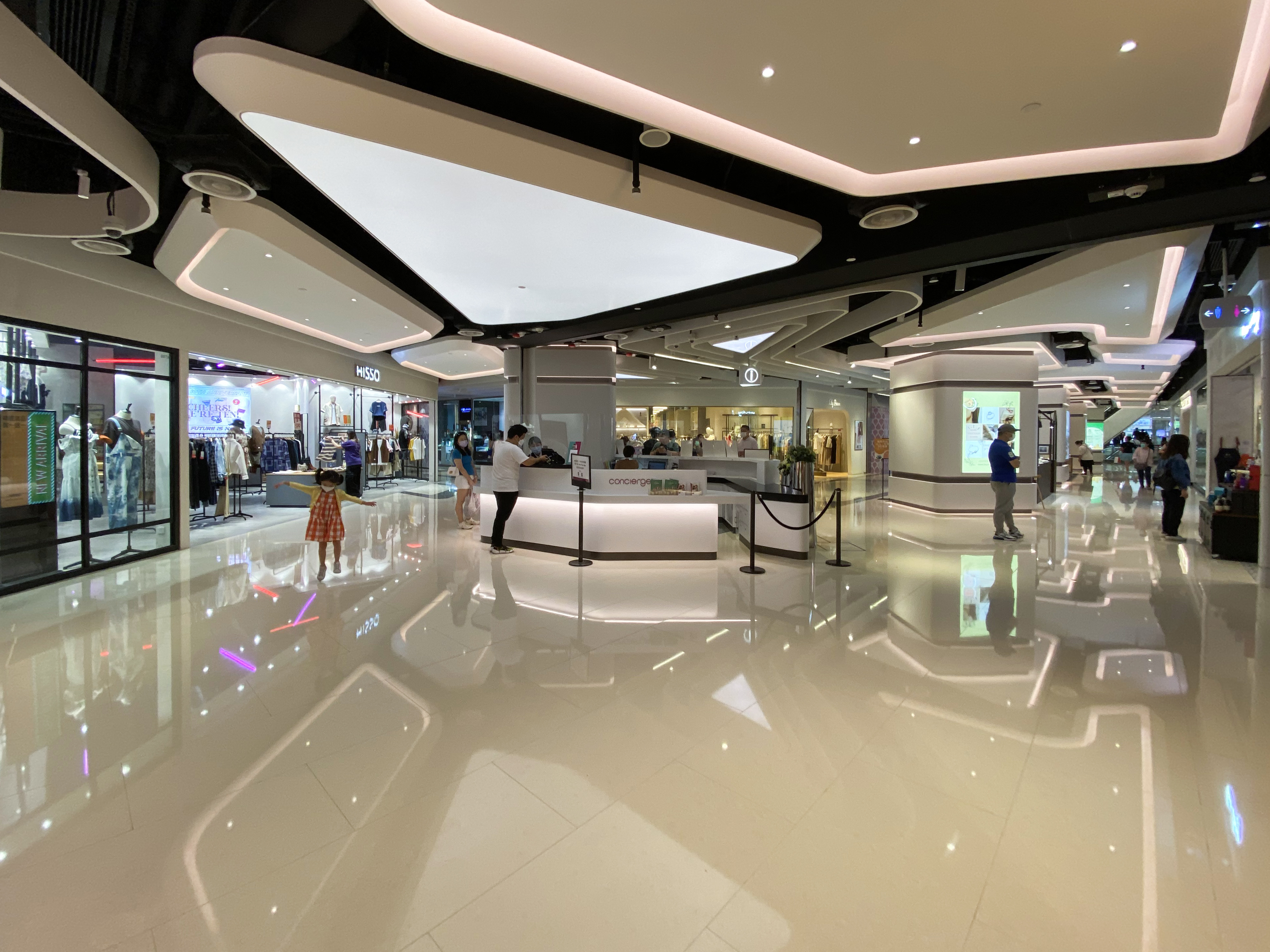
一期地下在2020年再次進行翻新（2021年）
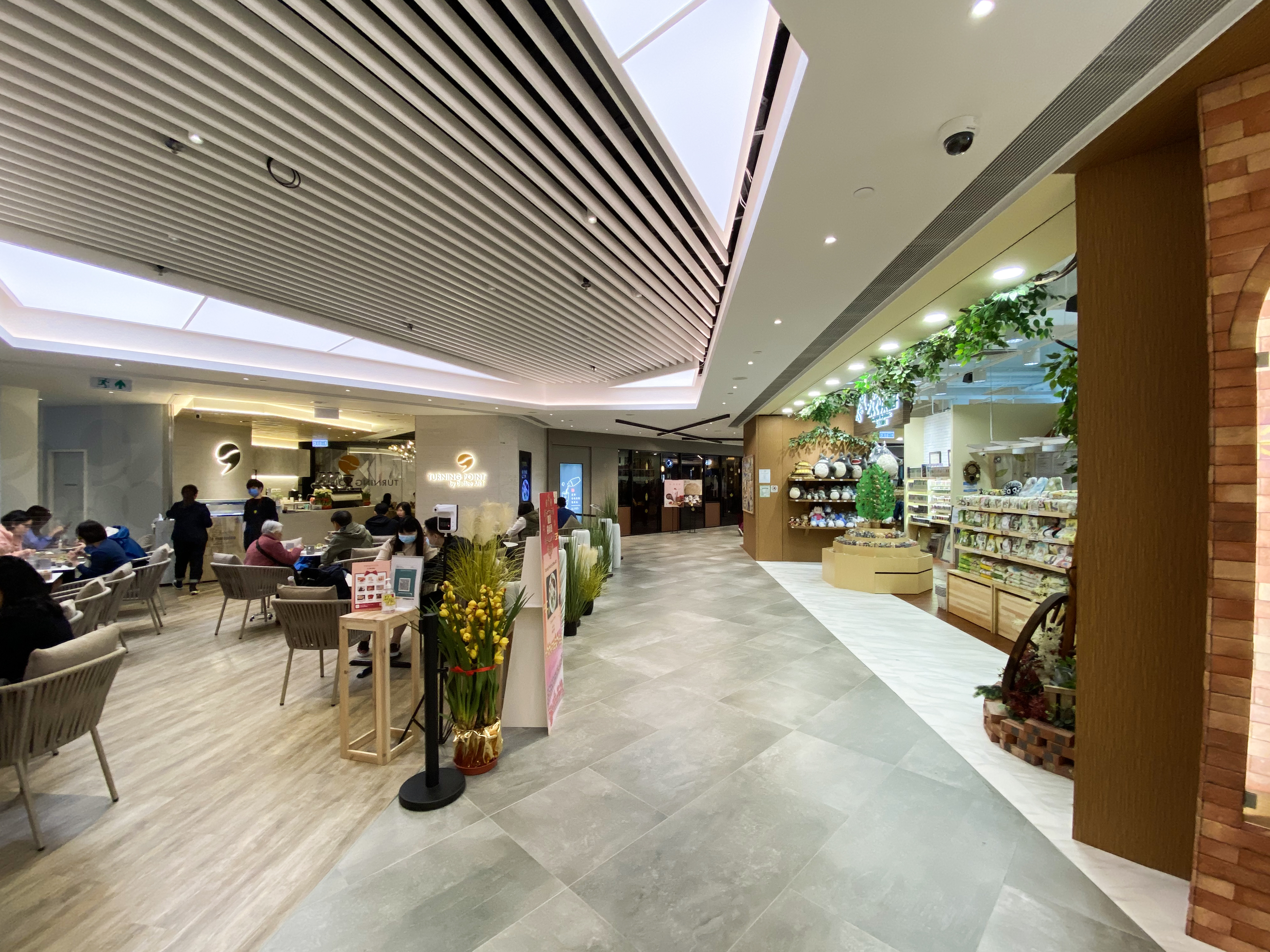
一期1樓部分範圍在2020年再次進行翻新（2021年）
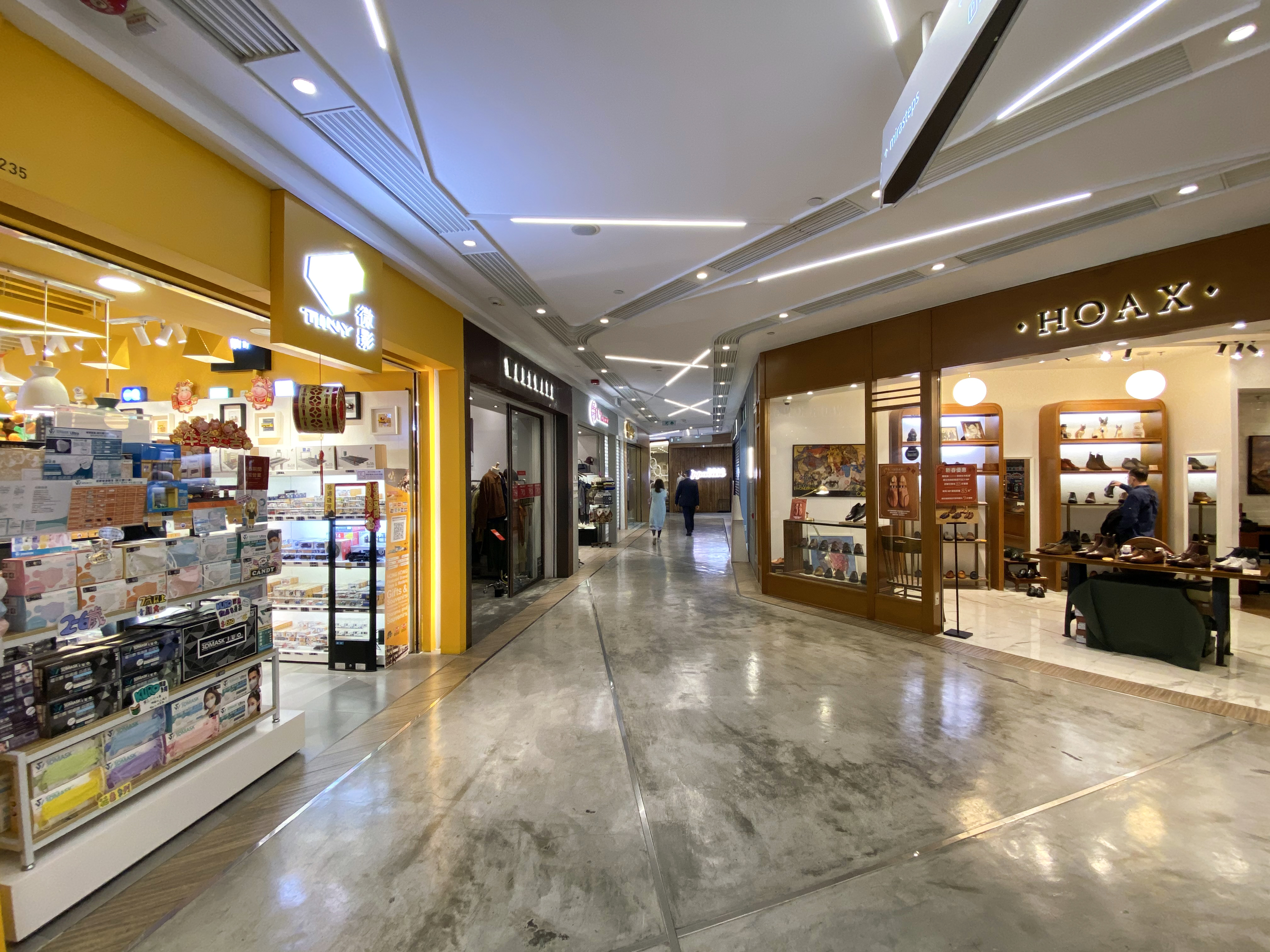
一期2樓（2021年）

## miraplace 2 美麗華廣場二期

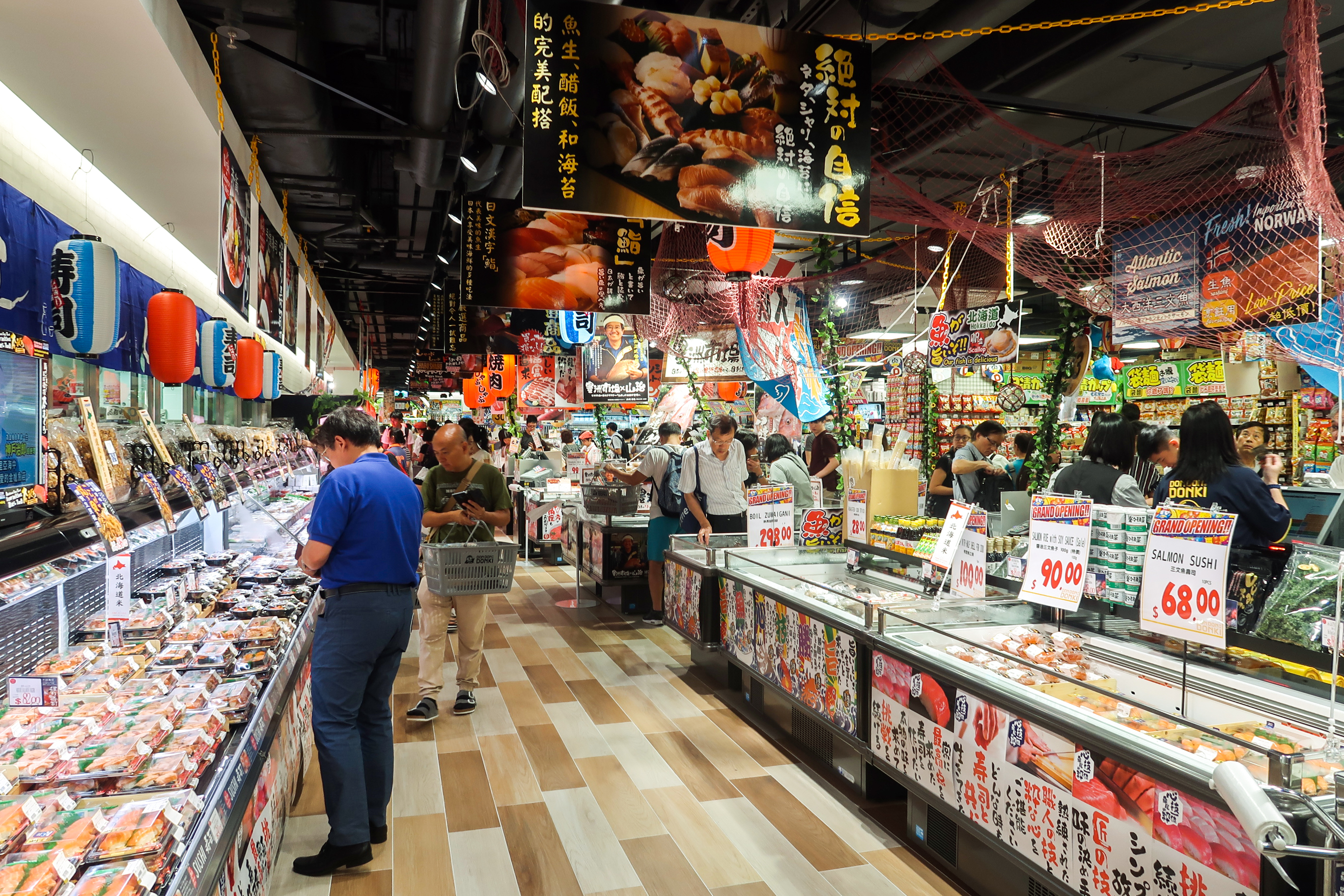
美麗華廣場二期地庫Collect Point，在2018年12月結業後改為日本連鎖百貨「激安之殿堂」

2010年，配合已完成翻新的美麗華酒店the mira，業主將美麗華酒店地面公主吧 Princess Bar 及The Atrium餐廳舖位、地庫Shooters 52美國餐廳、一樓東宮中菜館及西宮西餐廳，以及三樓原商務印書館位置進行大翻新，並分間成3個大型舖位，吸引大品牌進駐以提高租金收入。商場樓高四層，共10萬平方呎，於2012年4月對外開放，同年10月17日正式開幕，命名為miramall。2017年6月再更名為現稱美麗華廣場二期，英文為miraplace 2。場內有約30間店舖，其中5間為旗艦店，佔地兩層或以上，每間面積介乎2,300至22,000平方呎不等。租戶包括約5,000平方呎的名牌皮具Coach、佔地6,449平方呎的美國名牌時裝Tommy Hilfiger、逾1.5萬平方呎，包括周生生珠寶、TWIST的旗艦店、名牌皮具Coach及美容店等。
地庫開設「驚安的殿堂」唐吉訶德首間香港分店佔地約1.5萬呎的地庫，月租約100萬元，在2019年7月12日正式開張。

## 擬建之港鐵出入口（已擱置）
為進一步完善港鐵尖沙咀站於區內的接駁令乘客可更便捷地來往區內不同目的地，港鐵曾於2010年向油尖旺區議會提交改善工程方案，當中包括興建新行人隧道由尖沙咀站月台北端延伸至the mira及美麗華商場，唯因應社區對在彌敦道行人路上進行大規模工程的關注，在修訂方案中的建議已經取消相關接駁，延伸通道縮短至東英大廈重建項目The ONE地庫之新綜合出口，但因為未能就出入口選址和建築成本與附近發展商達成共識，計劃最終擱置。

## 外部連結
- 恆基地產舖位及平面圖資料 （页面存档备份，存于）
- 美麗華廣場官方網站 （页面存档备份，存于）
- 美麗華廣場 facebook page （页面存档备份，存于）